# غرزة القفل

صُورةٌ مُتحرِّكةٌ توضح كيفيَّة عمل آلة الخياطة داخليًّا، باستخدام طريقة غرزة القفل.

غرزة القفل هي أكثر أنواع الغرز استخداما في آلات الخياطة ويتكون من خيطين علوي وسفلي يتشابكان في مركز الغرزة. ويأتي الخيط العلوي من بكرة تقع على مغزل فوق أو بجانب الجهاز ثم خلال آلية الشد وبعد ذلك إلى ذراع ومنتهيا بثقب إبرة الخياطة. أما الخيط السفلي فيوجد داخل غطاء محاط بخطاف يقع أسفل الجهاز.

## طريقة العمل
لعمل غرزة تقوم آلة الخياطة بإنزال الإبرة خلال القماش حيث يقوم الخطاف بأخذ الخيط العلوي وإدارته حول غطاء الخيط السفلي لعمل عقدة من الخيطين المتشابكين وتقوم الذراع بسحب الخيط العلوي إلى الأعلى لتشكيل الغرزة بينما تقوم إليه الشد بالمحافظة على بقاء الخيط على البكرة ‘ ثم تقوم إليه التغذية بسحب القماش مسافة غرزة لعمل غرزة أخرى.